# Villaines-la-Juhel
Pour les articles homonymes, voir Villaines.
Villaines-la-Juhel est une commune française, située dans le département de la Mayenne en région Pays de la Loire, peuplée de 2 682 habitants.
La commune fait partie de la province historique du Maine, et se situe dans le Bas-Maine.

## Géographie
L'emplacement sur une voie romaine stratégique a permis à Villaines-la-Juhel de se développer pour donner la ville que l'on connaît aujourd'hui. Elle est un pôle rural relativement isolé et dépend d'autres divisions administratives.
Villaines-la-Juhel compte 2 682 habitants (population municipale de 2022). La commune s'étend sur 28,90 km2 et a une densité de 92.8 hab./km2 . Elle est la treizième commune la plus peuplée du département de la Mayenne. Elle se situe dans la partie nord-est du département, à 56 kilomètres de sa préfecture, c'est-à-dire Laval. Sa position, à l'écart des voies principales, des grandes agglomérations, et du réseau ferré fait de Villaines-la-Juhel un pôle central pour toute cette partie du département.
| Le Ham        | Crennes-sur-Fraubée | Crennes-sur-Fraubée, Averton |
| Loupfougères  | Villaines-la-Juhel  | Averton                      |
| Champgenéteux | Trans               | Courcité                     |

La ville est proche de la limite orientale de la Mayenne. Son canton est limitrophe du département de la Sarthe, et de l'Orne. Elle est au centre d'un triangle constitué au nord-est par Pré-en-Pail, à l'ouest par Mayenne et au sud-est par Sillé-le-Guillaume dans la Sarthe. Chacune de ces villes d'importance, à l'échelle de la Mayenne, est séparée de 16 à 28 kilomètres de Villaines-la-Juhel. La commune est éloignée des grandes voies nationales et autoroutières mais les routes départementales partent en étoile pour irriguer le canton, lui assurant une attraction sur son canton.

### Climat
Pour des articles plus généraux, voir Climat des Pays de la Loire et Climat de la Mayenne.
En 2010, le climat de la commune est de type climat océanique altéré, selon une étude du CNRS s'appuyant sur une série de données couvrant la période 1971-2000. En 2020, Météo-France publie une typologie des climats de la France métropolitaine dans laquelle la commune est exposée à un climat océanique et est dans la région climatique  Moyenne vallée de la Loire, caractérisée par une bonne insolation (1 850 h/an) et un été peu pluvieux. 
Pour la période 1971-2000, la température annuelle moyenne est de 10,5 °C, avec une amplitude thermique annuelle de 13,9 °C. Le cumul annuel moyen de précipitations est de 838 mm, avec 12,8 jours de précipitations en janvier et 7,3 jours en juillet. Pour la période 1991-2020, la température moyenne annuelle observée sur la station météorologique de Météo-France la plus proche, sur la commune du Horps à 15 km à vol d'oiseau, est de 11,1 °C et le cumul annuel moyen de précipitations est de 857,1 mm,. Pour l'avenir, les paramètres climatiques de la commune estimés pour 2050 selon différents scénarios d'émission de gaz à effet de serre sont consultables sur un site dédié publié par Météo-France en novembre 2022.

## Urbanisme

### Typologie
Au 1er janvier 2024, Villaines-la-Juhel est catégorisée bourg rural, selon la nouvelle grille communale de densité à sept niveaux définie par l'Insee en 2022.
Elle appartient à l'unité urbaine de Villaines-la-Juhel, une unité urbaine monocommunale constituant une ville isolée,. Par ailleurs la commune fait partie de l'aire d'attraction de Villaines-la-Juhel, dont elle est la commune-centre,. Cette aire, qui regroupe 8 communes, est catégorisée dans les aires de moins de 50 000 habitants,.

### Occupation des sols
L'occupation des sols de la commune, telle qu'elle ressort de la base de données européenne d’occupation biophysique des sols Corine Land Cover (CLC), est marquée par l'importance des territoires agricoles (92,8 % en 2018), en diminution par rapport à 1990 (94,6 %). La répartition détaillée en 2018 est la suivante : 
prairies (46,9 %), terres arables (43,6 %), zones urbanisées (5,3 %), zones agricoles hétérogènes (2,3 %), zones industrielles ou commerciales et réseaux de communication (1,9 %). L'évolution de l’occupation des sols de la commune et de ses infrastructures peut être observée sur les différentes représentations cartographiques du territoire : la carte de Cassini (XVIIIe siècle), la carte d'état-major (1820-1866) et les cartes ou photos aériennes de l'IGN pour la période actuelle (1950 à aujourd'hui).

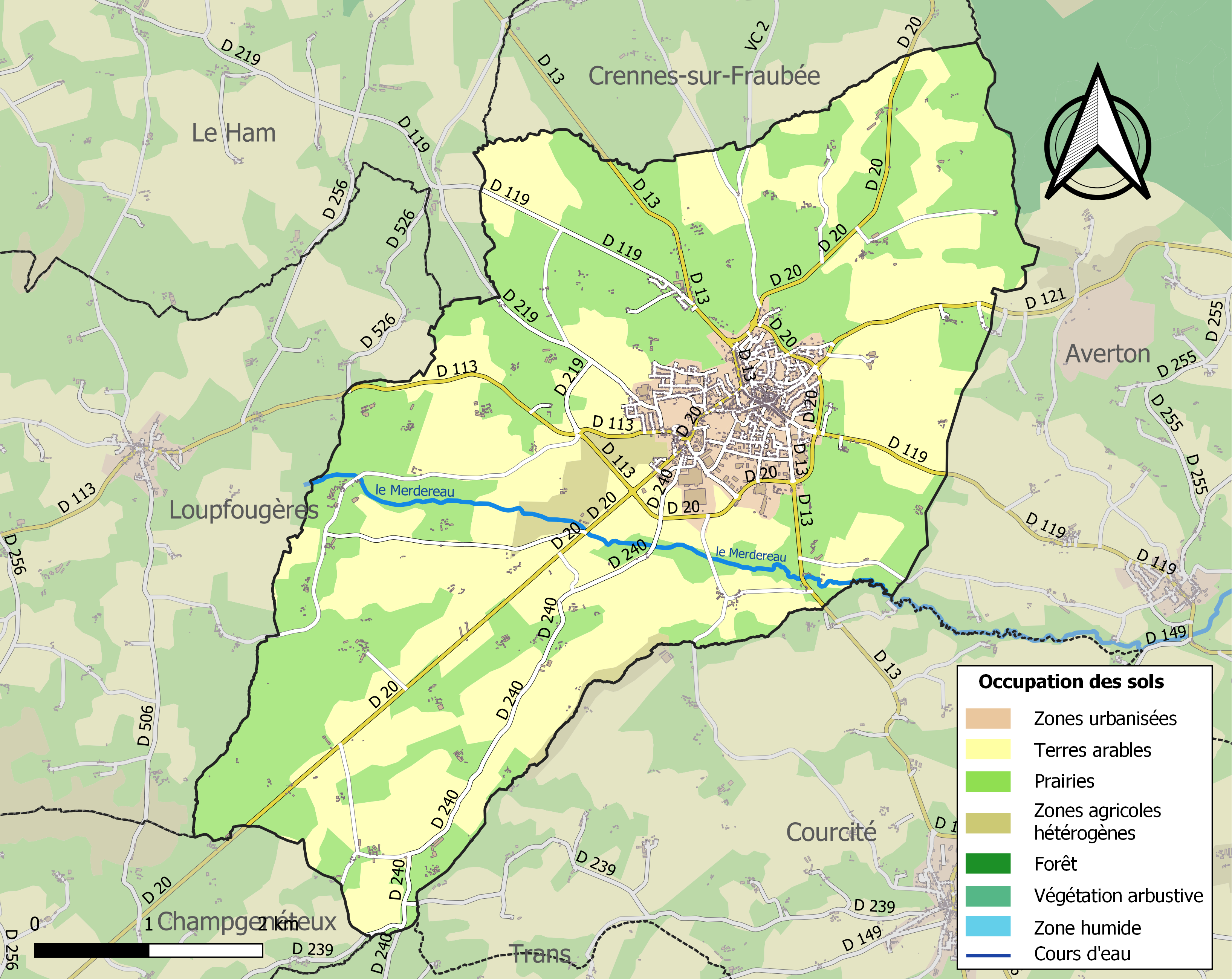
Carte des infrastructures et de l'occupation des sols de la commune en 2018 (CLC).

## Toponymie
Le nom de la localité est attesté sous la forme Villana vers 1330. Le latin villana désignait une ferme, une tenure de paysan. Juhel, précédé de la, qui pouvait avoir la fonction de démonstratif en ancien français, est un anthroponyme : « Villaines, celle de Juhel ». il s'agit probablement de Juhel II de Mayenne dont on parle ci-après.
Le gentilé est Villainais.

## Histoire
La voie romaine Jublains-Lisieux passait à proximité de l'agglomération actuelle, ce qui laisse supposer une occupation du site dès cette époque. Au Moyen Âge, le seigneur de Mayenne érige un château sur une butte, non loin du bourg de Saint-Georges, noyau de l'agglomération. Aiglibert, évêque du Mans, donne au monastère de Sainte-Marie la moitié des dîmes de Villaines, Trans, Thorigné, le 9 juillet 692. Ces localités sont aussi confirmées à saint Aldric par Louis le Débonnaire en 892 mais sous le nom de Vilhena.
En 1140, Mathilde d'Angleterre, épouse en 1128 de Geoffroy Plantagenêt comte d'Anjou-Maine, donna la terre de Villaines, à Juhel II de Mayenne, en remerciements des services qu'il avait rendus, notamment à la prise de Domfront. La seigneurie prit alors son nom. Une forteresse fut construite à cette époque. Elle est en ruine depuis la guerre avec les Anglais. Il en subsiste, de nos jours, les soubassements du donjon. En fait, il ne semble pas que les Mayenne gardèrent longtemps Villaines : elle leur fut peut-être reprise par le fils de Mathilde et Geoffroi Plantagenêt, Henri II, qui en 1162 obtint de Geoffroy III de Mayenne, fils de Juhel II, les châteaux de Gorron, Ambrières et Châteauneuf-sur-Colmont.
Elle relève ensuite des comtes d'Anjou et du Maine : Villaines-la-Juhel forma d'abord une châtellenie, chef-lieu pour les francs-fiefs d'une des seigneuries du Maine en 1312, et relevant du comté du Maine.
La famille de Champagne-Parcé, Avoise et Pescheseul,, occupa la terre de Villaines-la-Juhel jusqu'à la Révolution, semble-t-il à partir de Pierre Ier de Champagne qui l'aurait reçue du duc Louis III d'Anjou-Maine en 1420. Pierre de Champagne (réputé † centenaire en 1485, mais en fait il serait né plus tard qu'en 1385 ?) fut en effet un fidèle des ducs d'Anjou de la Maison de Valois prétendants au trône de Sicile (Naples), Grand-maréchal et vice-roi de Naples, prince de Montorio et d'Aquila au royaume de Naples, chevalier du Croissant.
On trouve après lui son fils Brandelis (III), † vers 1504, seigneur de Bazouges, Brouassin et La Motte-Achard, baron de La Suze vers 1503 et seigneur de Louplande en héritage de sa cousine germaine Anne de Champagne, veuve de René de Laval-Rais-La Suze ;
- puis le fils cadet de Brandelis, Baudouin de Champagne de La Suze, † 1560, fut le père de Nicolas de Champagne (1526-1567) premier comte de La Suze en 1566, 
  - dont le fils cadet Brandelis (IV) de Champagne (1557-1619) reçoit Villaines, alors que son aîné Louis Ier (1555-87) continue les comtes de La Suze, et que leur sœur Perronelle épouse en 1571 Jacques II de Montgomery de Lorges (1554-1609 ; fils de Gabriel et beau-père de Jacques de Durfort de Duras (1547-1626), souche des ducs de Quintin, de Randan, de Lorges et de Duras). Brandelis (IV) devient le premier marquis de Villaines en 1587, et il épouse en 1603 Anne, fille de Jean de Feschal de Tucé. 
    - Leur fils Hubert de Champagne, deuxième marquis de Villaines, est le mari en 1644 de Catherine Fouquet de La Varenne (vers 1625-1661), dame héritière de Ste-Suzanne, La Varenne et La Flèche, fille de René Ier et petite-fille de Guillaume Fouquet de La Varenne, respectivement deuxième et premier marquis de La Varenne. 
      - Parents de René-Brandelis de Champagne (vers 1645/1650-† 1723), qui continue les marquis de Villaines (3e marquis) et de La Varenne (6e marquis) par sa fille aînée Anne-Marie de Champagne (1712-1783), mariée en 1732 à César-Gabriel de Choiseul duc de Praslin (1712-85) : voir ci-dessous.
      - Le frère cadet de René-Brandelis, Hubert-Jérôme de Champagne dit le comte de Villaines, † 1713, avait épousé en 1699 sa cousine Madeleine-Françoise de Champagne-La Suze, arrière-petite-fille de Louis Ier de Champagne-La Suze ci-dessus. Leurs enfants furent : 
        - François-Hubert de Champagne de Villaines, † en 1721 à 19 ans ; et son frère cadet Louis-Hubert dit le comte de Champagne, né en 1704, x 1738 Françoise-Judith de Lopriac (1721-1748 ; fille de Guy-Marie de Lopriac vicomte de Donges et de Marie-Louise, fille de Charles de La Rochefoucauld de Roye de Blanzac d'Estissac : cf. Roucy et Estissac ; Marie-Louise de La Rochefoucauld était la sœur de Louis-François-Armand premier duc d'Estissac et la tante paternelle du duc François XII). Leur fille Marie-Judith de Champagne-Villaines (1745-1763) épousa en 1761 Anne-Léon II de Montmorency-Fosseux, mais leur fils Anne-Marie de Montmorency (1762-1765) ne vécut pas.

      - Hubert-Jérôme et René-Brandelis avaient une demi-sœur aînée, venue du premier mariage du marquis Hubert avec Louise fille d'Adrien d'Arcona : Louise-Marie de Champagne, x 1660/61 Claude II de Talaru, marquis de Chalmazel, d'où postérité.

Le marquisat de Villaines (la seigneurie, puis seulement le titre avec le domaine, terres ou château) passe donc aux Choiseul-Praslin par le fils d'Anne-Marie de Champagne et du Ier duc de Praslin César-Gabriel ci-dessus, d'où :
- Renaud-César (1735-1791), 2e duc de Praslin ; x 1754 Guyonne-Marguerite-Philippine de Durfort (1739-1806 ; fille de Guy-Louis de Durfort duc de Lorges, lui-même arrière-arrière-arrière-petit-fils de Perronelle de Champagne-La Suze, la sœur de Louis Ier de La Suze et de Brandelis (IV) de Villaines ci-dessus). 
  - Renaud-César a pour fils : Antoine César de Choiseul (1756-1808 ; 3e duc de Praslin) et son frère cadet César-Hippolyte de Choiseul (1757-93). Ce dernier est père d'Appoline-Marie-Nicolette de Choiseul (1789-1866) qui épouse en 1807 Augustin-Marie-Hélie-Charles de Talleyrand-Périgord (1788-1879), 2e duc de Périgord, 11e prince de Chalais et Grand d'Espagne, petit-cousin de Talleyrand : 
    - leur fille aînée Alix de Talleyrand-Périgord (1808 - 1842), épouse en 1829 Pierre d'Alcantara-Charles-Marie d'Arenberg (1790-1877) 1er duc français d'Arenberg, dont la fille aînée Marie-Nicolette-Augustine princesse d'Arenberg (1830-1905), marie en 1849 Charles-Antoine-Ghislain de Mérode-Westerlo (1824-92), comte de Merode, 4e prince de Grimberghe, 7e prince de Rubempré, 10e marquis de Westerloo, Grand d'Espagne : d'où Henri (1856/58-1908), père de Charles (1887-1977).

Effectivement, les Talleyrand-Périgord puis les d'Arenberg et les Merode-Westerloo, possèdent le domaine de Villaines-la-Juhel au XIXe siècle.
Les fils de lin et de chanvre utilisés dans les manufactures d'Alençon ou de Mayenne provenaient de Villaines-la-Juhel. Le bourg exportait aussi ses œufs, son beurre, ses volailles et ses cochons.
Après la Seconde Guerre mondiale, un député MRP de la Mayenne (1945-1959), Robert Buron, devenu plusieurs fois ministre, fut conseiller général (1951-1970) et maire de Villaines-la-Juhel (1953-1970). C'est sous son impulsion, puis avec le relais des municipalités successives que la ville a pris un nouvel essor. La présence de grandes entreprises témoigne de ce dynamisme. Aujourd'hui, la commune subit la délocalisation de certaines d'entre elles. La ville s'est dotée d'importantes entreprises industrielles, sources d'emplois potentiels pour un grand nombre de salariés.
La commune a tout de même souffert de la fermeture de plusieurs grandes unités industrielles, comme l'usine Seb-Moulinex qui employait jusqu'à plusieurs centaines de salariés. Cependant, d'autres industries (matériels de bureautique, fabrication de supports multimédia, etc.) ont une activité dynamique et emploient une part importante de la population active locale.

## Héraldique
| Blason de Villaines-la-Juhel | Blason  | De sable fretté d'argent au chef du même chargé d'un lion issant de gueules armé, lampassé et couronné d'or. |
| Blason de Villaines-la-Juhel | Détails | |

## Politique et administration

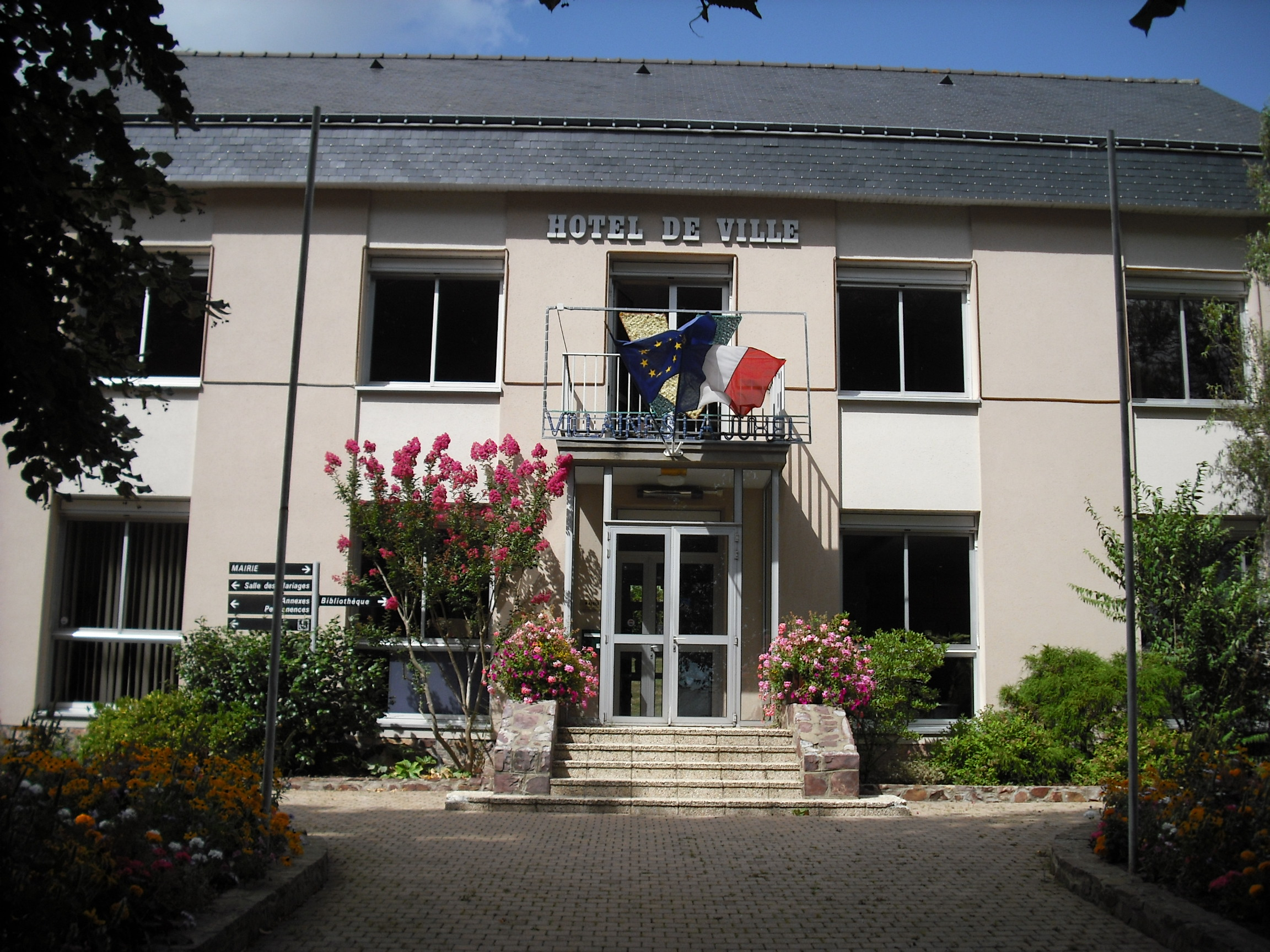
Hotel de ville de Villaines-la-Juhel.

### Administration municipale
Le conseil municipal est composé de vingt-trois membres dont le maire et quatre adjoints.

## Population et société

### Démographie
L'évolution du nombre d'habitants est connue à travers les recensements de la population effectués dans la commune depuis 1793. Pour les communes de moins de 10 000 habitants, une enquête de recensement portant sur toute la population est réalisée tous les cinq ans, les populations de référence des années intermédiaires étant quant à elles estimées par interpolation ou extrapolation. Pour la commune, le premier recensement exhaustif entrant dans le cadre du nouveau dispositif a été réalisé en 2008.
En 2022, la commune comptait 2 682 habitants, en évolution de −6,06 % par rapport à 2016 (Mayenne : −0,73 %, France hors Mayotte : +2,11 %). 
Villaines-la-Juhel a compté jusqu'à 3 179 habitants en 1999.
| 1793  | 1800  | 1806  | 1821  | 1831  | 1836  | 1841  | 1846  | 1851  |
| ----- | ----- | ----- | ----- | ----- | ----- | ----- | ----- | ----- |
| 2 201 | 2 346 | 2 420 | 2 435 | 2 483 | 2 440 | 2 465 | 2 508 | 2 623 |

| 1856  | 1861  | 1866  | 1872  | 1876  | 1881  | 1886  | 1891  | 1896  |
| ----- | ----- | ----- | ----- | ----- | ----- | ----- | ----- | ----- |
| 2 635 | 2 615 | 2 765 | 2 833 | 2 913 | 2 776 | 2 653 | 2 535 | 2 583 |

| 1901  | 1906  | 1911  | 1921  | 1926  | 1931  | 1936  | 1946  | 1954  |
| ----- | ----- | ----- | ----- | ----- | ----- | ----- | ----- | ----- |
| 2 558 | 2 518 | 2 209 | 2 001 | 2 013 | 1 964 | 1 869 | 1 872 | 1 825 |

| 1962  | 1968  | 1975  | 1982  | 1990  | 1999  | 2006  | 2008  | 2013  |
| ----- | ----- | ----- | ----- | ----- | ----- | ----- | ----- | ----- |
| 2 037 | 2 321 | 2 732 | 3 081 | 3 171 | 3 179 | 3 106 | 3 084 | 2 930 |

| 2018  | 2022  | - | - | - | - | - | - | - |
| ----- | ----- | - | - | - | - | - | - | - |
| 2 761 | 2 682 | - | - | - | - | - | - | - |

La population villainaise a connu une croissance soutenue entre 1962 et 1982 avec un gain de 1 000 habitants en 20 ans, soit une augmentation de 50 %, passant de 2 037 à 3 081 habitants.
Depuis lors, la croissance s'est ralentie et la commune ne gagne plus d'habitants aujourd'hui. Sa population est de 2 682 habitants en 2022.

## Économie
La commune a connu un très fort développement économique dans la seconde moitié du XXe siècle, grâce en particulier à l’action de Robert Buron, maire de 1953 à 1970, député de la Mayenne et plusieurs fois ministre dans les gouvernements de la quatrième république.
Après plusieurs tentatives d’installations plus ou moins bien réussies, trois entreprises importantes ont vu le jour à Villaines la Juhel et dans les communes voisines. Villaines-la-Juhel a été le siège d’un des nombreux sites Moulinex. Cette usine locale a quitté totalement la commune en 2002. Elle avait employé jusqu’à 300 personnes. Les locaux ont été repris depuis par la société Tryba, basée à Guntershoffen, puis MPO (moulage plastique de l’ouest) dirigée par la famille de Poix originaire d’Averton (commune voisine). Cette création faisait suite en 1956 à l’arrêt d’un projet auquel étaient associés Line Renaud et Sacha Distel. L’usine qui a compté jusqu’à 1 000 emplois est spécialisée dans la production de support enregistrables (vinyle, CD, DVD, Blu-ray etc.). Elle connaît un regain d’activité important à la fin des années 2010 grâce au nouveau développement du vinyle qui en fait le plus gros producteur d’Europe avec 65 000 exemplaires produits chaque jour.
L’entreprise Lyreco, dont le nom d’origine était Gaspard, spécialisée dans la distribution en fournitures de bureau est également implantée à Villaines-la-Juhel. Elle compte 350 salariés.
S’ajoutent à cette liste plusieurs plus petites unités de moins de 50 salariés telles que Galvamaine, Palettes 53, et des artisans locaux.
Les services publics complètent le paysage économique avec un hôpital local/Ehpad qui compte 145 lits au total et emploie plus de 150 agents, la commune avec 42 agents et la communauté de communes dont le siège local accueille une soixantaine de collaborateurs. Au total, Villaines-la-Juhel compte plus de 2 000 emplois pour une population de près de 3 000 habitants.

## Lieux et monuments

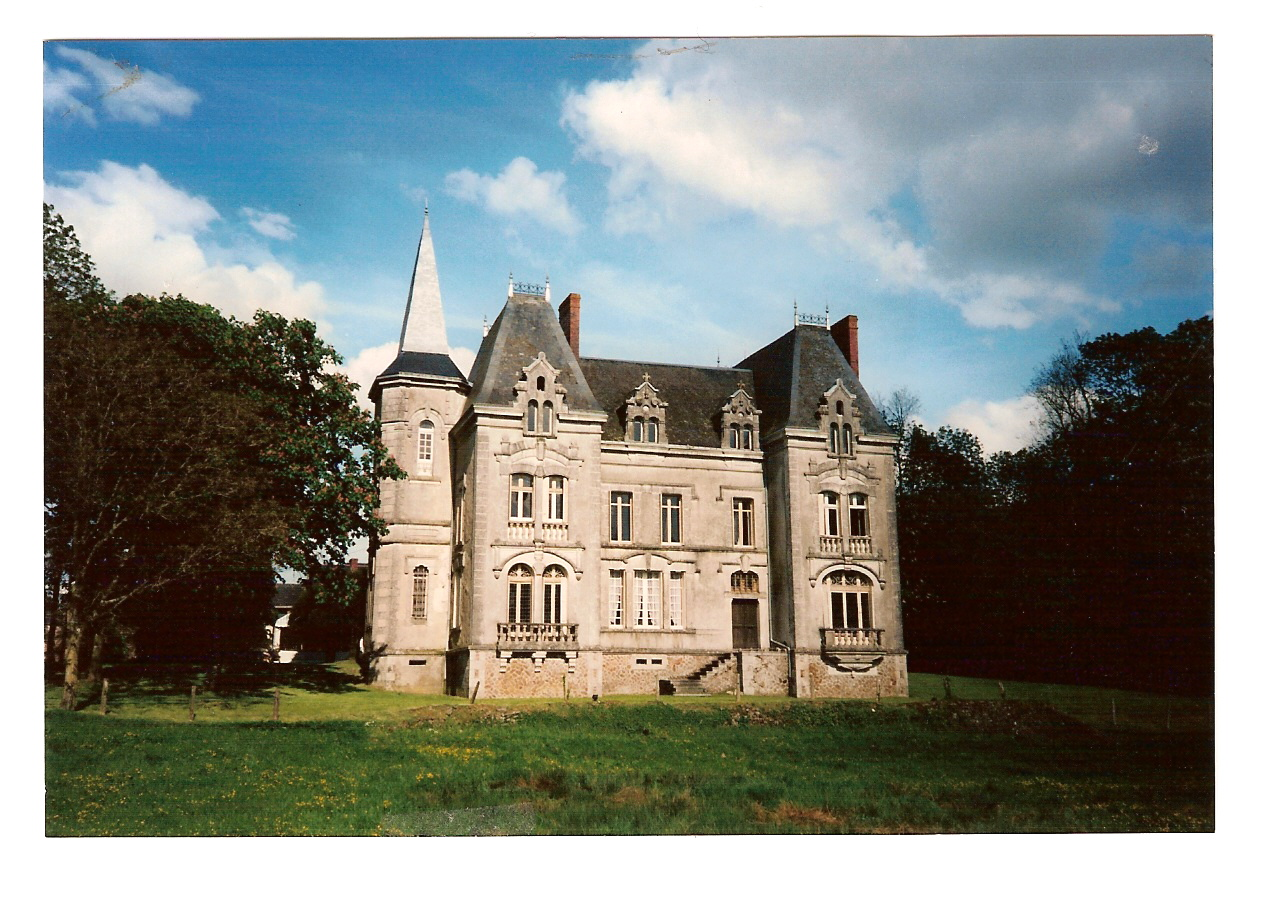
Le château du Grand Coudray.

- Au lieu-dit Courtœuvre, situé à 2 kilomètres de Villaines-la-Juhel, fut élevé un château-fort datant du XVe siècle comprenant des fossés, des douves, des murailles et des tours avec deux réservoirs à poissons.
- Rue du Château, une forteresse fut construite au XIIe siècle sur une butte. Elle est en ruine depuis la guerre de Cent Ans. Seuls subsistent aujourd'hui, les soubassements d'un donjon carré, un ensemble de murs en glacis soigneusement appareillé. Cette élévation n'a probablement pas servi de demeure au seigneur du lieu mais bien plutôt d'abri pour les populations lors des invasions anglaises de la guerre de Cent Ans. Ainsi, en 1419, Ambroise de Loré est pris par les Anglais, qui s'emparent de la ville en 1420 et qui reviennent en 1446 grâce à la complicité d'un traître, Jean Poisson. Par la suite, un calvaire a été construit sur les ruines du monument.
- La nouvelle église Saint-Georges est du XXe siècle.
- Chapelles Notre-Dame-de-Pitié et Sainte-Anne, du XIXe siècle.
- La motte de la rue Saint-Nicolas est un périmètre où aurait été construite une motte castrale.
- La Vaucelle, lieu-dit au nord-est de l'agglomération, où fut bâtie une maison forte, sans doute construite durant le Moyen Âge tardif.
- Rue Jules-Doiteau, présence d'une tour médiévale datant du Moyen Âge.
- La stèle, près de l'église Saint-Georges, élevée probablement durant l'âge du fer. Cette stèle en grès présentée au milieu d'un parterre devant le clocher de l'ancienne église Saint-Georges est un témoin rare de l'époque gauloise en Mayenne. Elle appartient à une série de monolithes que l'on rencontre dans la partie Nord du département. Sa fonction initiale était sans doute funéraire.
- Le château du Grand Coudray. Situé au sud de la commune, sur la route qui relie Villaines-la-Juhel à Trans, c'est une imposante demeure formée d'un corps de logis flanquée de deux pavillons et d'une tour surmontée d'un clocher et de dépendances attenantes. Elle fut bâtie par la famille Lecureul en 1904 sur l'emplacement d'un ancien château. La propriété fut revendue à la famille actuel propriétaire à la suite de la faillite de la famille Lecureul. En 1534, le domaine appartenait à Pierre de La Haie, châtelain de Lassay et descendant de Jean de La Haie, baron de Coulonces. À la suite du mariage d'Anne de La Haie avec Brandelis de Champagne en 1642, il devenait propriété de la famille de Champagne — le 10 janvier 1680 est enterrée à Villaines-la-Juhel une certaine Anne de La Haye, âgée de 77 ans, donc née ca. 1603, épouse de noble Brandelis de Champagne, écuyer, seigneur de La Roche et du Coudray ; ce Brandelis pourrait être un fils et un frère cadet des marquis de Villaines, Brandelis (IV) et Hubert ci-dessus (partie Histoire), ou du moins un parent proche. Signe cet acte un certain Gaspard de Champagne : un des comtes de Champagne-La Suze porte ce nom, petit-neveu de Brandelis (IV)[37]. René Moulé de la Raitrie acheta le Grand Coudray en 1678. Le château fut vendu comme bien national, le 2e germinal an II pour 20 000 livres, puis démoli et remplacé par l'actuel château.

### Écoles
- Ensemble scolaire Henry-Schmitt.
- École maternelle Saint-Nicolas.
- École primaire Saint-Nicolas.

### Collèges
- Collège Les Garettes.
- Collège Saint-Nicolas.

## Activité et manifestations

### Jumelages
Bad Liebenzell (Allemagne) depuis 1992, voir Bad Liebenzell (de)

### Sports
Villaines-la-Juhel compte de nombreux clubs sportifs dans des disciplines telles que le football, le tennis, le handball, le badminton, la musculation… regroupés sous le nom d'Union sportive du Pays de Juhel (USPJ). La section football fait évoluer trois équipes séniors en divisions de ligue et en divisions de district.
L'office de tourisme intercommunal de Villaines-la-Juhel regroupe quatre sections axées sur le tourisme et la randonnée :
- Marcheurs de l'office de tourisme de Villaines-la-Juhel,
- Association villainaise des cavaliers randonneurs,
- Club VTT de l'office de tourisme de Villaines-la-Juhel (rando VTT du pays de Pail aux Alpes mancelles),
- Club Cyclo de l'office de tourisme de Villaines-la-Juhel.

### Manifestations
- Paris-Brest-Paris randonneur (contrôle de Villaines-la-Juhel)[39].

## Personnalités liées à la commune
- Julien-Gabriel Bigot de la Robillardière (1764 à Villaines-la-Juhel - 1817), officier de marine.
- Vital Bruneau (1835 à Villaines-la-Juhel - 1889 à Villaines-la-Juhel), homme politique.
- Madeleine Grey (1896 à Villaines-la-Juhel - 1979), chanteuse.
- Robert Buron (1910-1973), homme politique, député, conseiller général et maire de Villaines-la-Juhel.
- Nicolas Guibert (né en 1972 à Villaines-la-Juhel), champion de France de dames 1999.